# Haraldssund

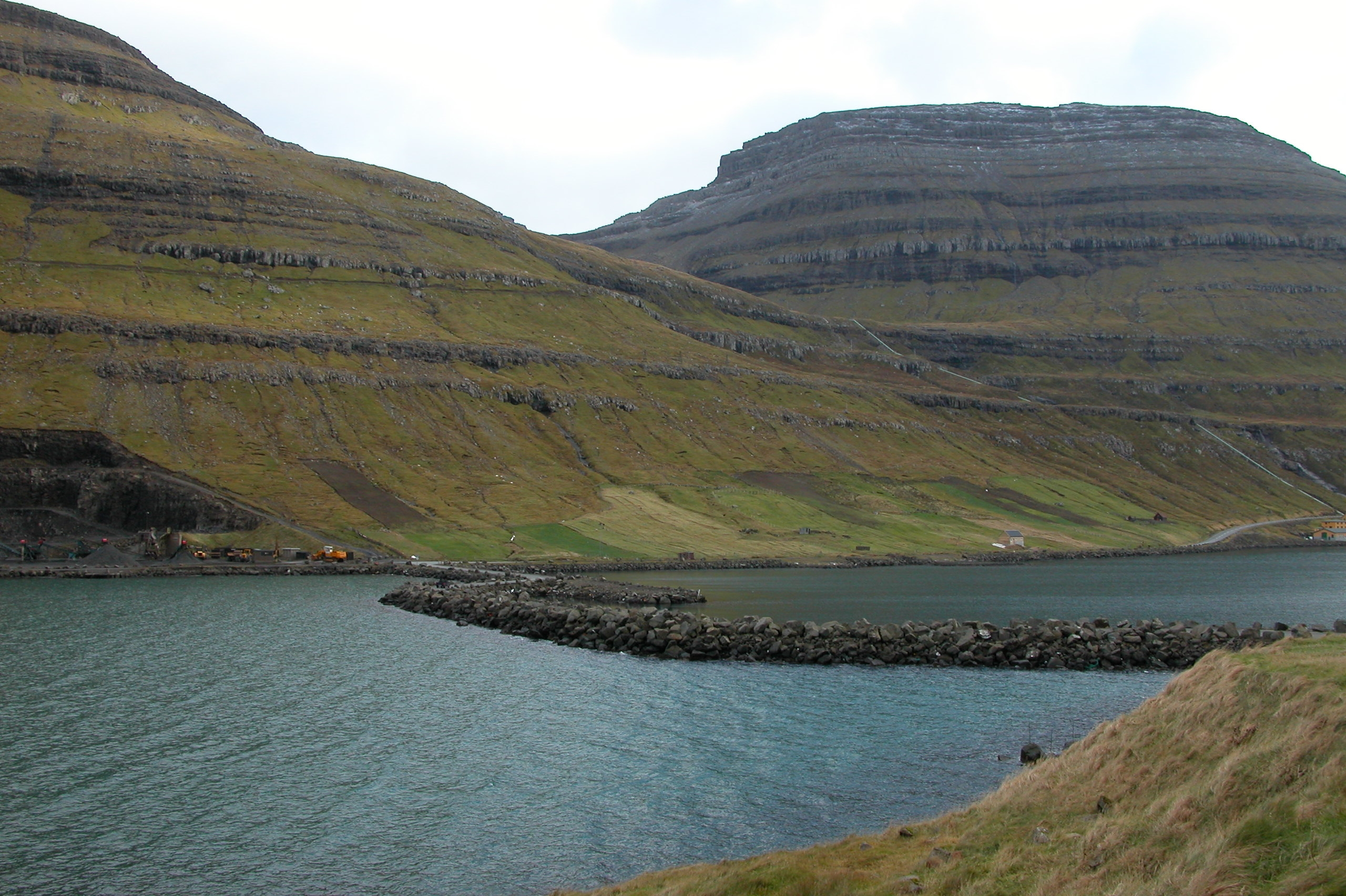
La strada rialzata vista da Borðoy.

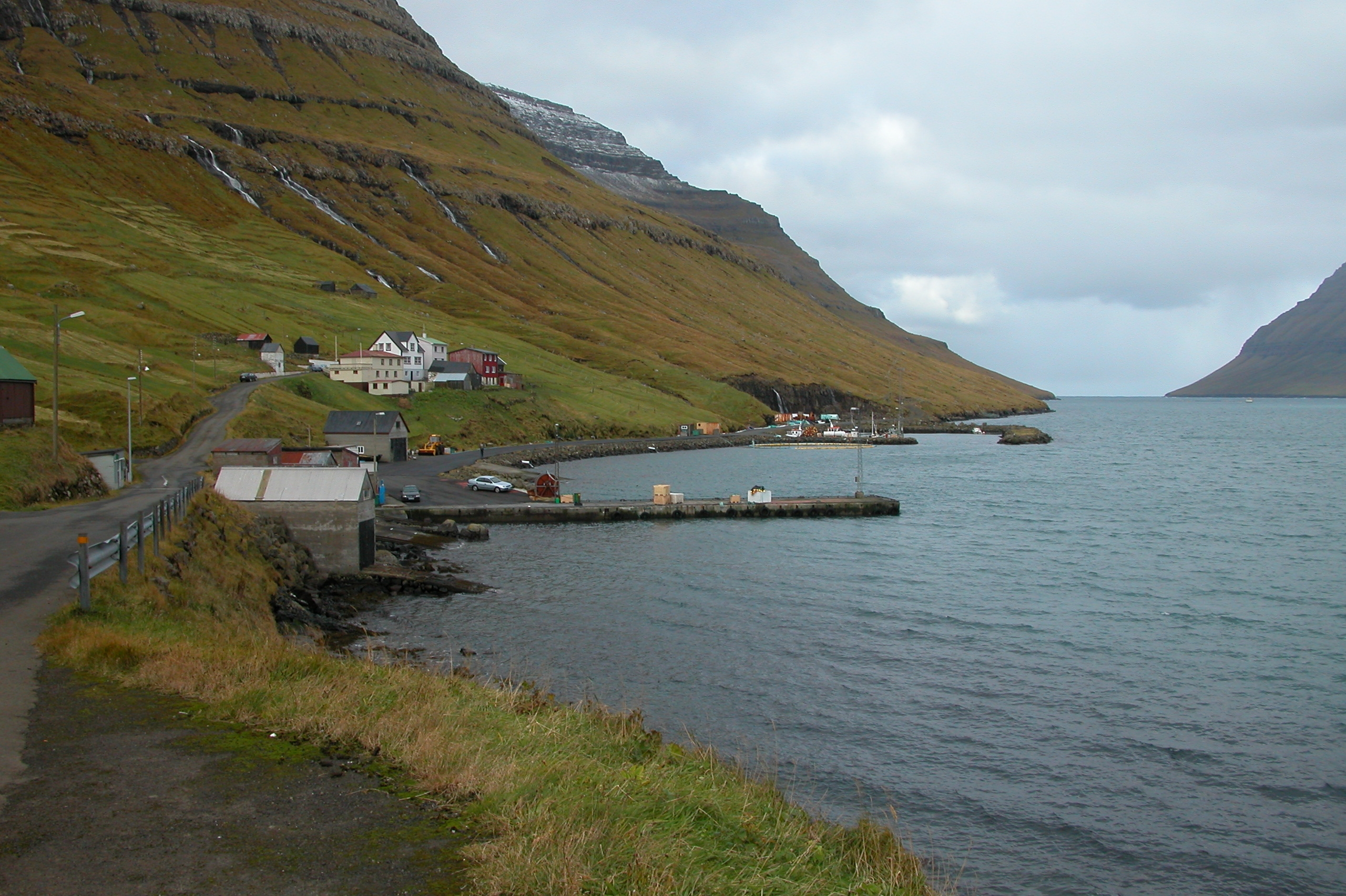
Veduta di Haraldssund.

Haraldssund (Haraldsund in danese) è uno dei due villaggi presenti sull'isola di Kunoy, nell'arcipelago delle Fær Øer. Nel 2015 contava 58 abitanti.  È situato sulla costa orientale dell'isola ed è collegato al villaggio di Kunoy sulla costa occidentale da un tunnel, mentre a est è collegato alla città di Klaksvík sull'isola di Borðoy da una strada rialzata. Sia il tunnel che la strada rialzata sono stati costruiti alla fine degli anni 1980.
Si crede che l'insediamento sia stato fondato all'epoca del Landnám, poco prima dell'anno 1200. Le parti più antiche del centro, note come Heimi í Hús e Suðuri á Bakka, consistono in una decina di case, mentre quella più recente - chiamata Á Leiti - ne annovera undici.
Fatta eccezione per gli allevamenti prevalentemente di ovini, l'economia locale non può contare su turismo e industria, sebbene in passato Haraldssund sia stato un centro di produzione di guanti.

## Popolazione
| Anno        | 1985 | 1990 | 1995 | 2000 | 2005 | 2010 | 2015 |
| Popolazione | 51   | 71   | 65   | 72   | 75   | 72   | 58   |